# Торпедист (тральщик)
«Торпедист», МТЩ «Торпедист», с 1990 года ОС-99 — советский морской тральщик проекта 266М (шифр «Аквамарин») Черноморского флота ВМФ СССР и опытовое судно Черноморского флота ВМФ России.

## Служба
Морской тральщик «Торпедист» проекта 266М (шифр «Аквамарин») был заложен 20.05.1971 года на Средне-Невском ССЗ (заводской номер № 939). 25.12.1971 года был спущен на воду. 12.07.1972 года вступил в строй и вошел в состав Черноморского флота.
Тральщик входил в состав 68-й бригады кораблей ОВР. Бортовые номера 909.
В 1990 году тральщик был переклассифицирован в опытовое судно для испытаний торпед, с базированием на Феодосию и Керчь. Переименован в ОС-99, вооружение демонтировано.
1 сентября 1995 года корабль был выведен из состава флота и утилизирован.

## Примечание
1. 1 2 3 4  Морской тральщик "Торпедист". Черноморский флот - информационный ресурс (2024).